# Nanos binotatus
Nanos binotatus är en skalbaggsart som beskrevs av Lebis 1953. Nanos binotatus ingår i släktet Nanos och familjen bladhorningar. Inga underarter finns listade i Catalogue of Life.